# Holding You Down (Goin' In Circles)
"Holding You Down (Goin' In Circles)" é uma canção da cantora de R&B Jazmine Sullivan. Foi escrita por Jazmine Sullivan, Sean Combs, Jean Claude Oliver, Arlene Delvalle, Cory McKay, Gilbert Askey, Dave Atkinson, Cainon Lamb, Inga Marchand, Ricky Walters, Curtis Mayfield, Samuel Barnes, Douglas Davis, Anthony Cruz, Missy Elliott, Nasir Jones e Mary J. Blige.

## Faixas
- Download Digital

| N.º            | Título                                | Compositor(es) | Produtor(es)        | Duração |  |
| 1.             | "Holding You Down (Goin' In Circles)" | Jazmine Sullivan, Sean Combs, Jean Claude Oliver, Arlene Delvalle, Cory McKay, Gilbert Askey, Dave Atkinson, Cainon Lamb, Inga Marchand, Ricky Walters, Curtis Mayfield, Samuel Barnes, Douglas Davis, Anthony Cruz, Missy Elliott, Nasir Jones, Mary J. Blige | Missy Elliott, Lamb | 3:37    |  |
| Duração total: | Duração total:                        | Duração total: | Duração total:      | 3:37    |  |

## Desempenho nas Paradas
| Parada (2010)                        | Posição |
| ------------------------------------ | ------- |
| U.S. Billboard Hot 100               | 61      |
| U.S. Billboard Hot R&B/Hip-Hop Songs | 3       |

## Histórico de Lançamento
| País           | Data                | Gravadora | Formato          |
| -------------- | ------------------- | --------- | ---------------- |
| Estados Unidos | 30 de Junho de 2010 | J Records | Rádio            |
| Estados Unidos | 10 de Julho de 2010 | J Records | Download Digital |
| Reino Unido    | 2 de Agosto de 2010 | J Records | Download Digital |
| Reino Unido    | 2 de Agosto de 2010 | J Records | CD Single        |